# Jamie Campbell Bower
James Metcalfe Campbell Bower (Londra, 22 novembre 1988) è un attore e cantante britannico.

## Biografia
Nasce a Londra da Anne Elizabeth Roseberry, manager nel settore musicale e David Bower, impiegato presso la Gibson Guitar Corporation. Ha un fratello minore, Samuel Bower. Il cognome Campbell è stato voluto dalla madre e deriva da un nobile antenato materno, Sir John Campbell. 
Campbell Bower frequenta il collegio inglese Bedales, nello Hampshire e a otto anni comincia a prendere lezioni di canto.
Il primo ruolo teatrale che gli viene assegnato è la parte di uno dei personaggi di Alice nel Paese delle Meraviglie. Partecipa ad alcune rappresentazioni del National Youth Music Theater di Londra. 
Prima di entrare nel mondo del cinema, lavora come modello per l'agenzia londinese Select Model Management.
Nel 2007 Laura Michelle Kelly gli segnala le audizioni per il film Sweeney Todd - Il diabolico barbiere di Fleet Street nel quale il regista Tim Burton lo sceglie per il ruolo di Anthony Hope, dove interpreterà due tracce presenti nella colonna sonora del film: Johanna e Johanna Reprise. Sempre in quell'anno prende parte al film per la televisione The Dinner Party andato in onda sul canale inglese BBC nel ruolo di Douglas.
Nel 2008 prende parte al film Winter in Wartime, diretto da Martin Koolhoven e, nello stesso anno, Guy Ritchie gli affida il piccolo ruolo di un musicista nel film RocknRolla.
Nel 2009 prende parte al remake della serie The Prisoner, e Chris Weitz lo sceglie per interpretare il ruolo di Caius, uno dei Volturi nel film New Moon. Il ruolo di Caius verrà nuovamente interpretato da Bower nei capitoli successivi della saga cinematografica di Twilight.
Nello stesso anno viene scelto per interpretare il giovane Gellert Grindelwald in Harry Potter e i Doni della Morte - Parte 1, uscito il 19 novembre del 2010.
Nel 2010 compare nel video musicale della canzone Young della band The Xcerts.
Nel 2011 prende parte alla serie televisiva Camelot prodotta dall'emittente Starz, interpretando un giovane Re Artù.
Nel 2012 prende parte al film Shadowhunters - Città di ossa, interpretando il ruolo di Jace Wayland.
Sempre nel 2012, appare nel video musicale del singolo Never Let Me Go dei Florence and the Machine.
Jamie Campbell Bower è stato cantante e chitarrista della band The Darling Buds fino a giugno 2015, insieme a Tristan Marmont, Dan Smith e Roland Johnson. Il 23 giugno 2015 su Tumblr il gruppo annuncia l'uscita del batterista Dan Smith e la nascita di una nuova band denominata Counterfeit. 
Nel 2014 è stato il volto maschile di Burberry nella campagna primavera/estate 2014.
Nel 2015 è stato scritturato per il musical del West End Bend it Like Beckham (ispirato all'omonimo film del 2002, noto in Italia con il titolo Sognando Beckham) nel ruolo dell'allenatore Joe. Il musical ha debuttato al Phoenix Theatre di Londra il 15 maggio 2015. 
Nel luglio 2017 prende parte alla serie TV Will sulla vita di William Shakespeare, in cui interpreta il drammaturgo Christopher Marlowe.
Nel 2018 riprende il ruolo del giovane Gellert Grindelwald nel film spin-off Animali fantastici - I crimini di Grindelwald in uscita il 15 novembre 2018.
Nel novembre 2020 la band  Counterfeit si scioglie.
Jamie Campbell Bower ha dato la notizia via social, specificando che vari membri della band durante la pandemia hanno affermato di non essere più interessati a proseguire.
Bower continuerà la sua carriera da solista.
Sempre nel novembre del 2020 viene annunciato che prenderà parte alla quarta stagione della serie Netflix Stranger Things.
Nel febbraio 2025 si unisce al cast della terza stagione della serie Amazon Prime Video Il Signore degli Anelli - Gli Anelli del Potere.

## Filmografia

### Cinema
- Sweeney Todd - Il diabolico barbiere di Fleet Street (Sweeney Todd: The Demon Barber of Fleet Street), regia di Tim Burton (2007)
- RocknRolla, regia di Guy Ritchie (2008)
- Winter in Wartime (Oorlogswinter), regia di Martin Koolhoven (2008)
- The Twilight Saga: New Moon, regia di Chris Weitz (2009)
- Harry Potter e i Doni della Morte - Parte 1 (Harry Potter and the Deathly Hallows - Part 1), regia di David Yates (2010)
- London Boulevard, regia di William Monahan (2010)
- Anonymous, regia di Roland Emmerich (2011)
- The Twilight Saga: Breaking Dawn - Parte 1 (The Twilight Saga: Breaking Dawn - Part 1), regia di Bill Condon (2011)
- The Twilight Saga: Breaking Dawn - Parte 2 (The Twilight Saga: Breaking Dawn - Part 2), regia di Bill Condon (2012)
- Shadowhunters - Città di ossa (The Mortal Instruments: City of Bones), regia di Harald Zwart (2013)
- Animali fantastici - I crimini di Grindelwald (Fantastic Beasts: The Crimes of Grindelwald), regia di David Yates (2018)
- Horizon: An American Saga - Capitolo 1 (Horizon: An American Saga - Chapter 1), regia di Kevin Costner (2024)
- Emmanuelle, regia di Audrey Diwan (2024)

### Televisione
- The Dinner Party, regia di Tony Grounds – film TV (2007)
- The Prisoner – miniserie TV, 6 episodi (2009)
- Camelot – serie TV, 10 episodi (2011) – Re Artù
- Will – serie TV, 10 episodi (2017) – Christopher Marlowe
- Stranger Things – serie TV, 9 episodi (2022)
- Il Signore degli Anelli - Gli Anelli del Potere (The Lord of the Rings: The Rings of Power) – serie TV (2026-in corso)

### Videoclip
- Young (Belane) - video musicale dei The Xcerts (2010)
- Never Let Me Go, regia di Tabitha Denholm - video musicale dei Florence and the Machine (2012)
- Almost Is Never Enough, Ariana Grande ft. Nathan Sykes (2013)

## Teatro
- Bend It Like Beckham, diretto da Gurinder Chadha. Phoenix Theatre di Londra (2015)

## Doppiatori italiani
Nelle versioni in italiano delle opere in cui ha recitato, Jamie Campbell Bower è stato doppiato da:
- Davide Perino in Sweeney Todd - Il diabolico barbiere di Fleet Street, Anonymous, Stranger Things (come Uno), The Haunting in Wicker Park, Lovecraft Country - La terra dei demoni, Horizon: An American Saga - Capitolo 1
- Alessio Puccio in The Twilight Saga: New Moon,The Twilight Saga: Breaking Dawn - Parte 1, The Twilight Saga: Breaking Dawn - Parte 2
- Simone Mori in Stranger Things (come Vecna)
- Andrea Mete in Shadowhunters - Città di ossa
- Flavio Aquilone in Camelot